# Vertou
Vertou – miejscowość i gmina we Francji, w regionie Kraj Loary, w departamencie Loara Atlantycka.
Według danych na rok 2010 gminę zamieszkiwały 21 443 osoby, a gęstość zaludnienia wynosiła 600 osób/km².